# Rhadinopsylla eivissensis
Rhadinopsylla eivissensis är en loppart som beskrevs av Beaucournu et Alcovar 1983. Rhadinopsylla eivissensis ingår i släktet Rhadinopsylla och familjen mullvadsloppor. Inga underarter finns listade i Catalogue of Life.